# Oxalis confertissima
Oxalis confertissima är en harsyreväxtart. Oxalis confertissima ingår i släktet oxalisar, och familjen harsyreväxter.

## Underarter
Arten delas in i följande underarter:
- O. c. confertissima
- O. c. erioclados